# Hoya endauensis
Hoya endauensis är en oleanderväxtart som beskrevs av R. Kiew. Hoya endauensis ingår i släktet Hoya och familjen oleanderväxter. Inga underarter finns listade i Catalogue of Life.